# Aeroporto di Belet Uen
L'Aeroporto di Belet Uen, ICAO: HCMN) è un scalo della Somalia che serve la città di Belet Uen (in somalo Beledweyne), il capoluogo della regione di Hiran e della provincia omonima. Fu costruito dagli italiani durante il periodo coloniale.
L'aeroporto si trova nel deserto a 2 chilometri a nord-est della città.